# Mutatá
Mutatá è un comune della Colombia facente parte del dipartimento di Antioquia.
Il centro abitato venne fondato da Gustavo White Uribe nel 1944, mentre l'istituzione del comune è del 1951.